# Prosiakowate
Prosiakowate (Hemisotidae) – monotypowa rodzina płazów z rzędu płazów bezogonowych (Anura).

## Zasięg występowania
Rodzina obejmuje gatunki występujące w tropikalnych i subtropikalnych regionach Afryki na południe od Sahary. Bytuje w klimacie zwrotnikowym i podzwrotnikowym.

## Charakterystyka
Płazy te osiągają umiarkowane rozmiary, dorastając do 8 cm długości. Ich zaokrąglone ciało wspiera się na krótkich nogach. Na małej i wąskiej głowie sterczy zadarty ku górze nos.
Zwierzęta te spędzają większość swego życia, ryjąc w glebie. Samica nie zaprzestaje tej czynności także w czasie spółkowania z partnerem, po czym składa swe jaja do nory w ziemi. Samiec wychodzi przez tunel, matka zaś zostaje ze swym niewyklutym jeszcze potomstwem. Zostanie ono tam aż do metamorfozy.

## Systematyka

### Etymologia
- Hemisus: gr. ἡμισυς hēmisus „połowa”; ους ous, ωτος ōtos „ucho”[11].
- Kakophrynus: gr. κακος kakos „brzydki”[15]; φρυνη phrunē, φρυνης phrunēs „ropucha”[16]. Gatunek typowy: Kakophrynus sudanensis Steindachner, 1863 (= Engystoma marmoratum Peters, 1854).

### Podział systematyczny
Do rodzaju należą następujące gatunki:
- Hemisus barotseensis Channing & Broadley, 2002
- Hemisus brachydactylus Laurent, 1963
- Hemisus guineensis Cope, 1865
- Hemisus guttatus (Rapp, 1842) – prosiak cętkowany[12]
- Hemisus marmoratus (Peters, 1854) – żaba marmurkowana[17]
- Hemisus microscaphus Laurent, 1972
- Hemisus olivaceus Laurent, 1963
- Hemisus perreti Laurent, 1972
- Hemisus wittei Laurent, 1963